# Sint-Jorisstraat
De Sint-Jorisstraat is een straat in Brugge.

## Beschrijving
Toen ze werd aangelegd heette deze straat Buten de Vlamincpoorte en daarna Vlamingdam. Het is pas in het begin van de 19de eeuw dat de Vlamingdam de naam Sint-Jorisstraat kreeg.
De bedoeling was duidelijk: men wilde de nadruk leggen op de sinds eeuwen aanwezige en, na de revolutietijd, opnieuw actief geworden kruisbooggilde van Sint-Joris. Een paar decennia na het invoeren van die straatnaam, verdween de gilde. Op de plek waar vroeger het gildehuis en de doelen stonden, werd een rijksnormaalschool gebouwd. Alleen de vierkante toren van het gildehuis bleef overeind en stond er gedurende bijna twee eeuwen als ruïneus gebouw bij, hoewel het als monument beschermd was. In 2010 werd het dan eindelijk gerestaureerd.
De Vlamingdam bleef in de volksmond als straatnaam voortleven en om die reden besliste het stadsbestuur in 1936 het gedeelte van de straat, vanaf de rijksnormaalschool tot aan de ringlaan, opnieuw de naam Vlamingdam te geven.
De Sint-Jorisstraat loopt van de Vlamingstraat naar de Vlamingdam.

## Bekende bewoners
- Charles Coppieters Stochove (1774-1864), rechter en volksvertegenwoordiger
- Gerard David (ca. 1455-1523), kunstschilder
- Hans Memling (ca. 1435-1494), kunstschilder
- John Steinmetz (1795-1883), kunstverzamelaar
- James Weale (1832-1917), kunsthistoricus

## Galerie

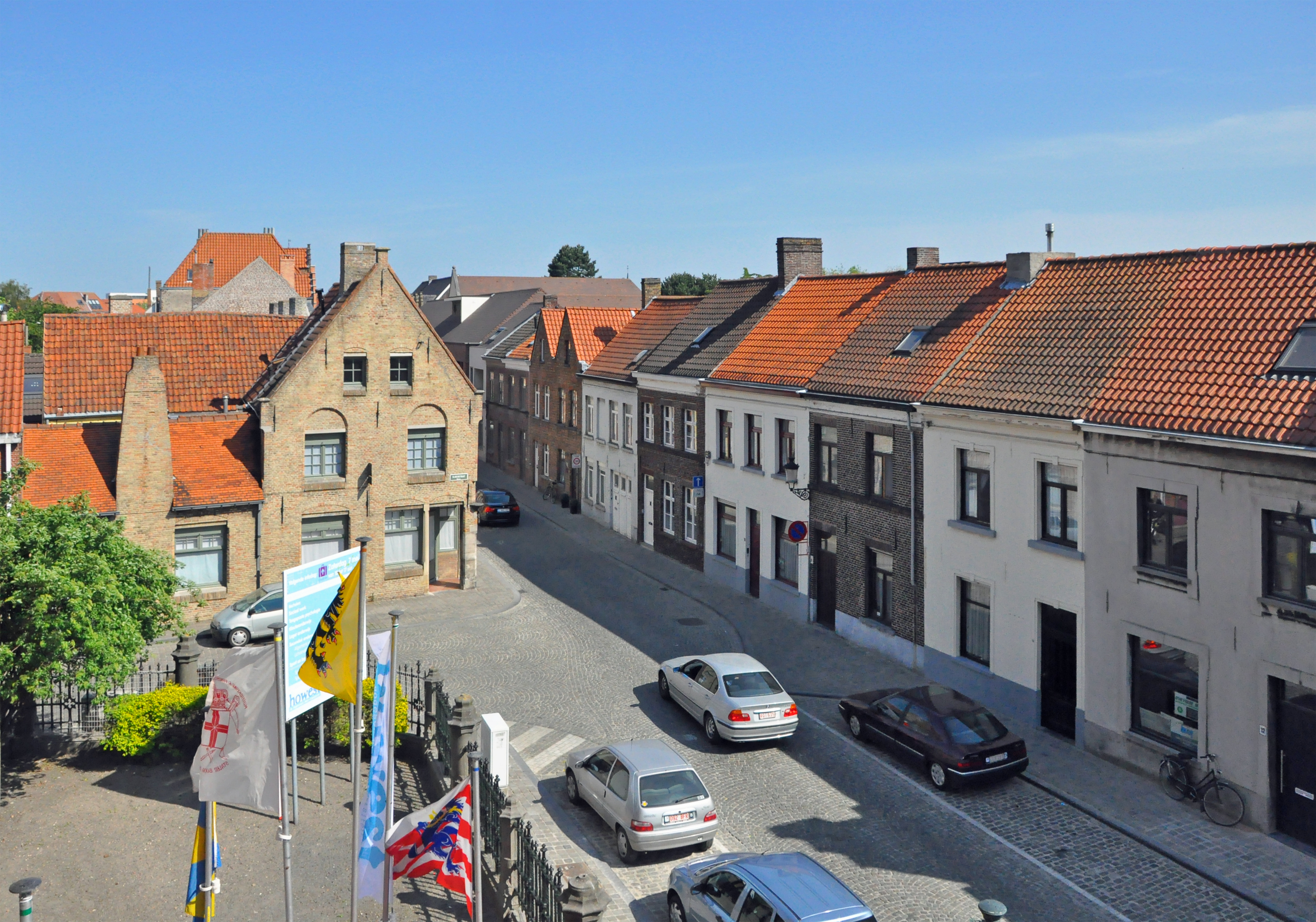
Einde van de Sint-Jorisstraat en begin van de Vlamingdam
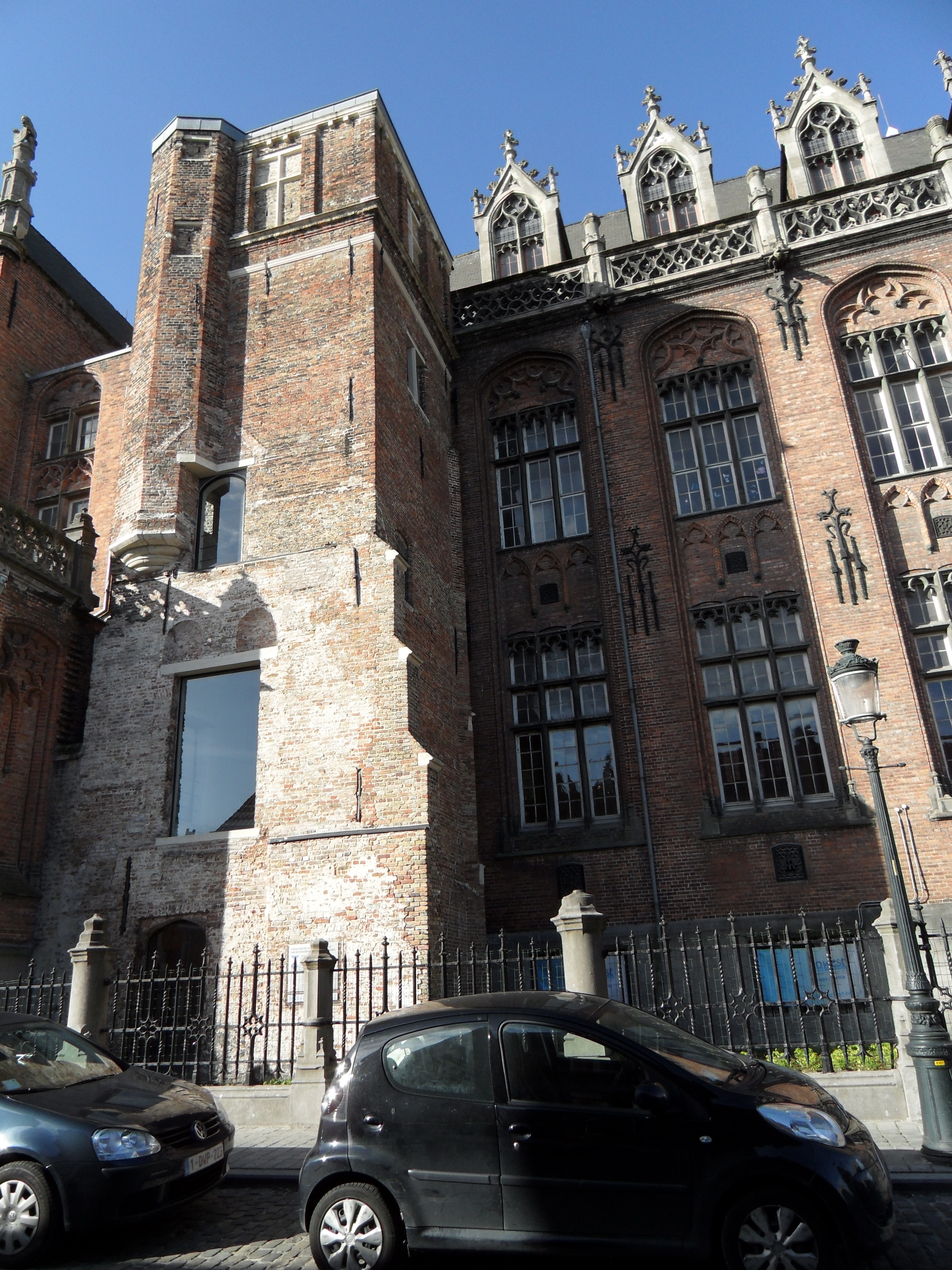
De oude toren van de Sint-Jorisgilde werd, na 150 jaar verwaarlozing, hersteld.